# Ticinozuch
Ticinozuch (Ticinosuchus) – rodzaj żyjącego w środkowym triasie (około 235 milionów lat temu) archozaura z rodziny Prestosuchidae. Jego szczątki odnaleziono w Szwajcarii i północnych Włoszech.
Był to drapieżnik średnich rozmiarów. Długość wynosiła około 2,5 metra. Budowa kończyn, umieszczonych pionowo pod tułowiem i posiadających rozwiniętą kością piętową oraz staw skokowy, umożliwiała mu aktywny pościg za ofiarą. Ciało, w tym brzuch i ogon ticinozucha, pokrywały grube tarczki kostne. Wzdłuż kręgosłupa biegł podwójny rząd kostnych płytek.
| ← mln lat temuTicinozuch |          |            |          |          |           |         |          |         |          |           |      |    |
| Prekambr←4,6 mld         | Kambr541 | Ordowik485 | Sylur443 | Dewon419 | Karbon359 | Perm299 | Trias252 | Jura201 | Kreda145 | Paleog.66 | Ng23 | Q2 |